# Malměřice
Malměřice (německy Alberitz) jsou malá vesnice, část obce Blatno v okrese Louny. Nachází se asi 2,5 km na sever od Blatna. Prochází tudy železniční trať Rakovník – Bečov nad Teplou. V roce 2009 zde bylo evidováno 48 adres. V roce 2011 zde trvale žilo 81 obyvatel.
Malměřice je také název katastrálního území o rozloze 15,79 km².

## Historie
První písemná zmínka o vesnici pochází z roku 1240.

## Obyvatelstvo
Při sčítání lidu v roce 1921 zde žilo 255 obyvatel (z toho 119 mužů), z nichž bylo 21 Čechoslováků, 231 Němců a tři cizinci. Kromě jednoho evangelíka se hlásili k římskokatolické církvi. Podle sčítání lidu z roku 1930 měla vesnice tři sta obyvatel: 56 Čechoslováků, 243 Němců a jednoho cizince. Až na tři evangelíky a jednoho člověka bez vyznání byli římskými katolíky.
|                                                                      | 1869 | 1880 | 1890 | 1900 | 1910 | 1921 | 1930 | 1950 | 1961 | 1970 | 1980 | 1991 | 2001 | 2011 |
| -------------------------------------------------------------------- | ---- | ---- | ---- | ---- | ---- | ---- | ---- | ---- | ---- | ---- | ---- | ---- | ---- | ---- |
| Obyvatelé                                                            | 281  | 281  | 249  | 252  | 271  | 255  | 300  | 181  | 185  | 141  | 148  | 110  | 97   | 81   |
| Domy                                                                 | 39   | 40   | 41   | 41   | 42   | 42   | 51   | 50   | .    | 38   | 42   | 36   | 42   | 43   |
| Počet domů z roku 1961 je zahrnut v celkovém počtu domů obce Blatno. |      |      |      |      |      |      |      |      |      |      |      |      |      |      |

## Pamětihodnosti
- kostel svaté Anny[9] – pochází z roku 1710[10]
- přírodní rezervace Blatenský svah – zbytky starého suťového porostu na žulovém podkladu, smíšený les s až 200 let starými stromy[11]
- Tvrziště

## Galerie

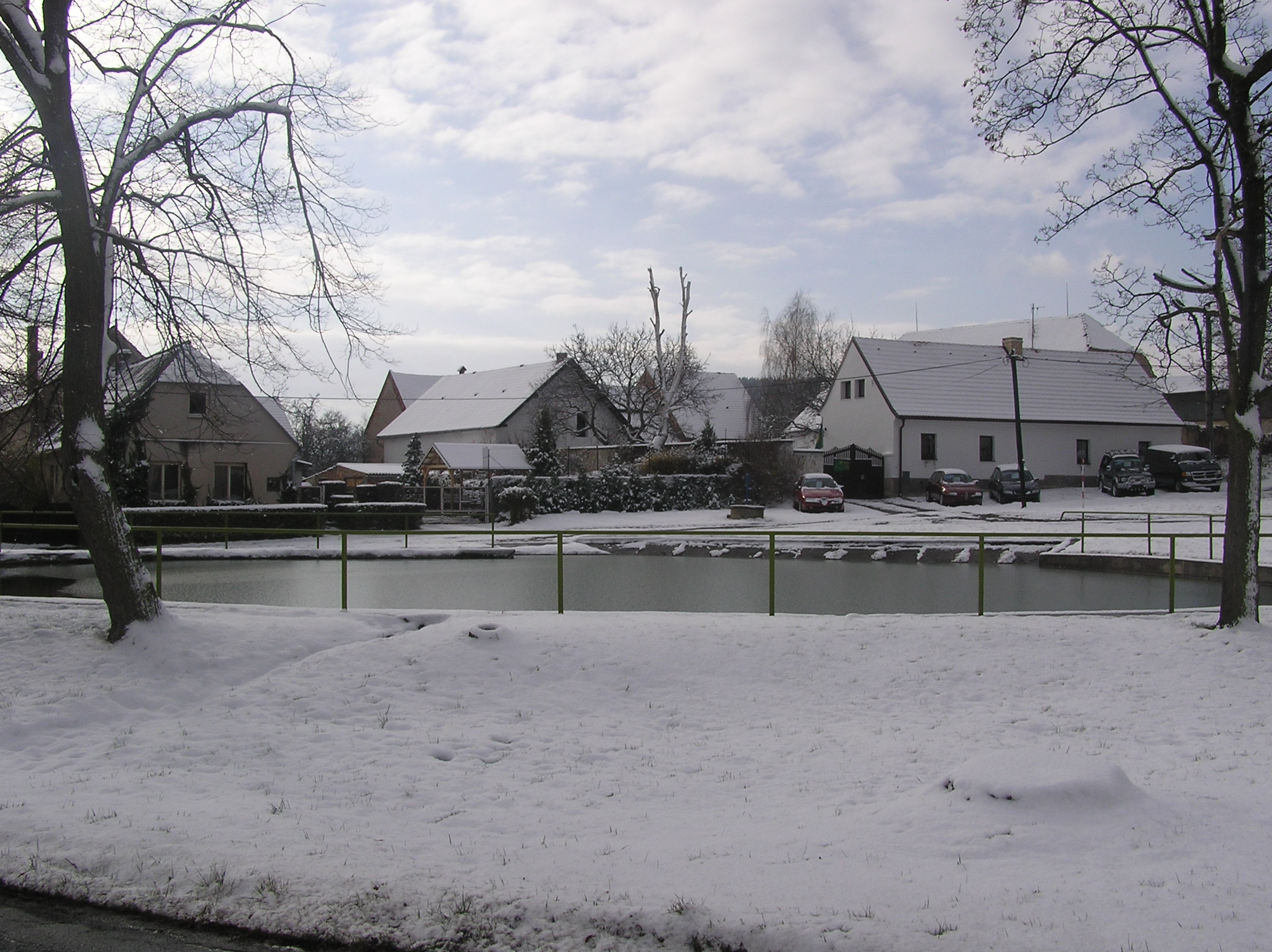
Náves s rybníkem
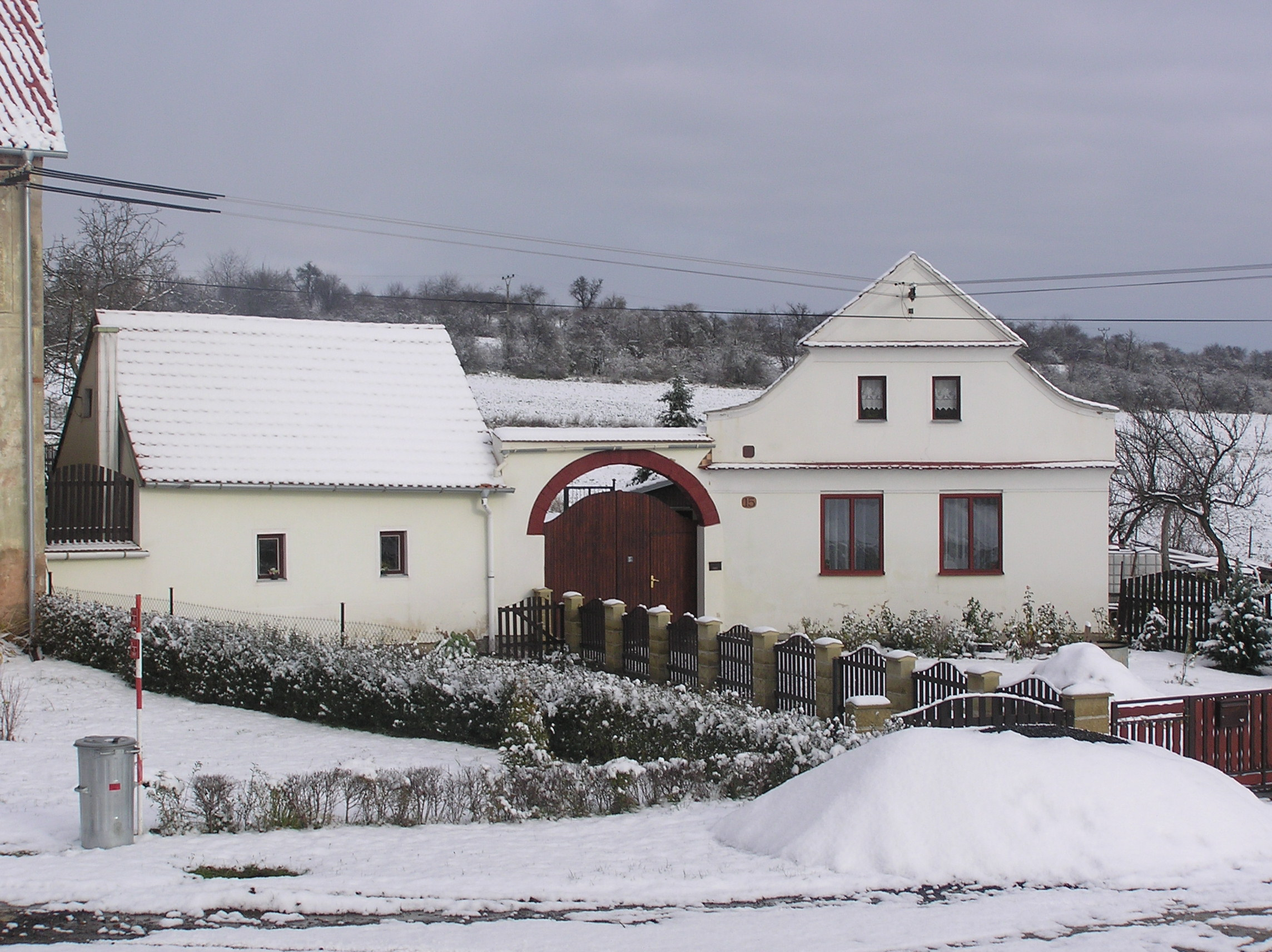
Statek čp. 15
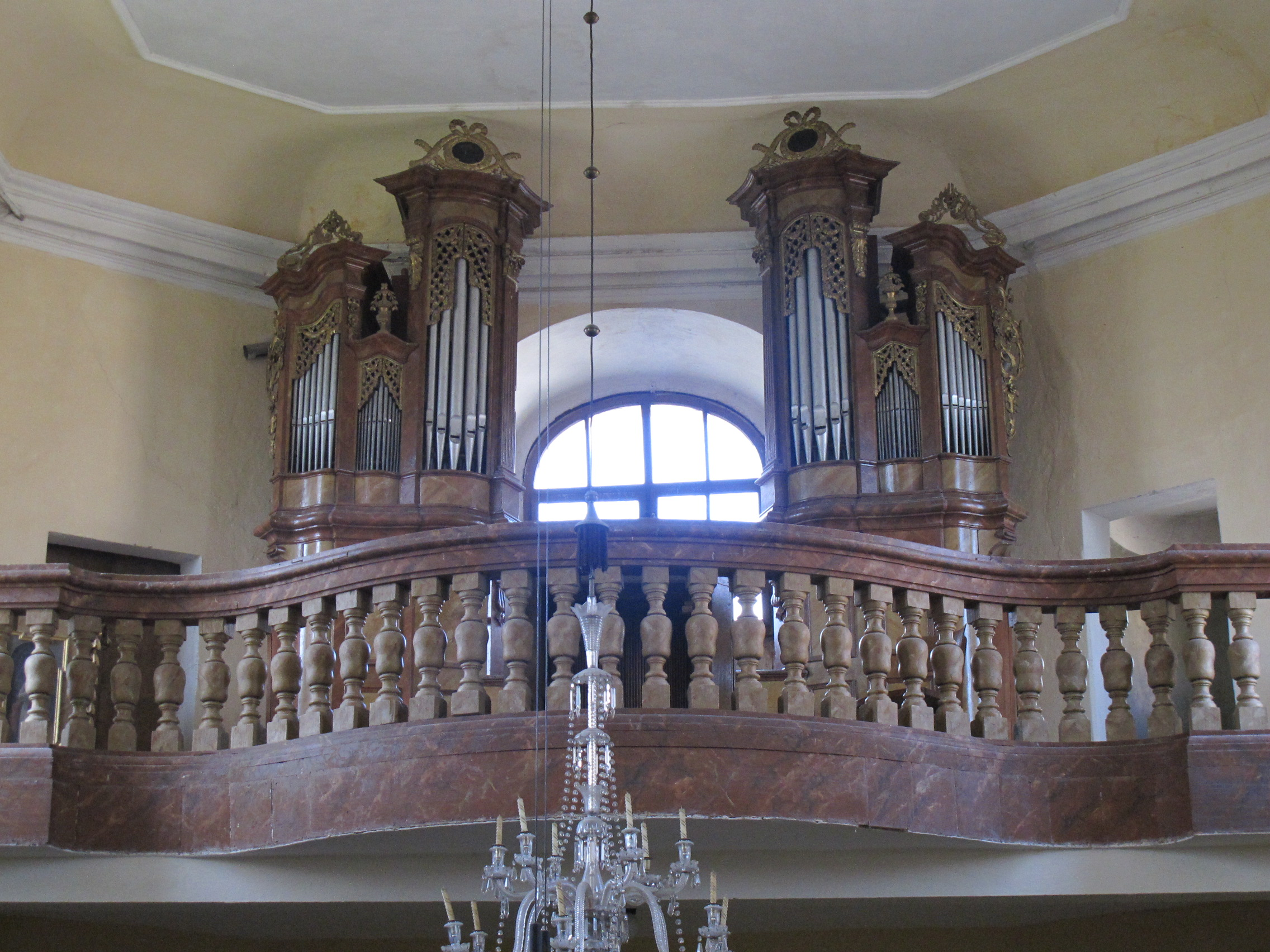
Varhany v kostele